# クチビロカイマン
クチビロカイマン（学名:Caiman latirostris）は、 アリゲーター科に分類されるワニの一種。クチヒロカイマン、マルハナカイマンとも呼ばれる。カイマン亜科ではクロカイマンに次ぐ大きさで、アリゲーター科ではアメリカアリゲーターとクロカイマンに次いで3番目に大きい。南米東部および中部に分布し、河川や湖沼、湿地など、幅広い環境に生息する。

## 分類
種小名は「平たい嘴」を表し、吻部の形状に由来する。メガネカイマンとパラグアイカイマンとともに、カイマン属を構成する。カイマン属には絶滅した化石種が最大8種知られている。カイマン亜科の現存する6種の1つである。他の現存するカイマンとの関係は、DNAを用いた系統発生研究に基づく以下の系統樹で表される。
|  | Paleosuchus palpebrosus コビトカイマン  |
|  |                                         |
|  | Paleosuchus trigonatus ブラジルカイマン |
|  |                                         |

|  | \| \| Caiman crocodilus メガネカイマン \| \| \| \| \| \| Caiman yacare パラグアイカイマン \| \| \| \| |
|  | |
|  | Caiman latirostris クチビロカイマン                                                                   |
|  | |
|  | Caiman crocodilus メガネカイマン                                                                      |
|  | |
|  | Caiman yacare パラグアイカイマン                                                                      |
|  | |

|  | Caiman crocodilus メガネカイマン |
|  |                                  |
|  | Caiman yacare パラグアイカイマン |
|  |                                  |

|  | \| \| Caiman crocodilus メガネカイマン \| \| \| \| \| \| Caiman yacare パラグアイカイマン \| \| \| \| |
|  | |
|  | Caiman latirostris クチビロカイマン                                                                   |
|  | |
|  | Caiman crocodilus メガネカイマン                                                                      |
|  | |
|  | Caiman yacare パラグアイカイマン                                                                      |
|  | |

|  | Caiman crocodilus メガネカイマン |
|  |                                  |
|  | Caiman yacare パラグアイカイマン |
|  |                                  |

|  | Paleosuchus palpebrosus コビトカイマン  |
|  |                                         |
|  | Paleosuchus trigonatus ブラジルカイマン |
|  |                                         |

|  | \| \| Caiman crocodilus メガネカイマン \| \| \| \| \| \| Caiman yacare パラグアイカイマン \| \| \| \| |
|  | |
|  | Caiman latirostris クチビロカイマン                                                                   |
|  | |
|  | Caiman crocodilus メガネカイマン                                                                      |
|  | |
|  | Caiman yacare パラグアイカイマン                                                                      |
|  | |

|  | Caiman crocodilus メガネカイマン |
|  |                                  |
|  | Caiman yacare パラグアイカイマン |
|  |                                  |

|  | \| \| Caiman crocodilus メガネカイマン \| \| \| \| \| \| Caiman yacare パラグアイカイマン \| \| \| \| |
|  | |
|  | Caiman latirostris クチビロカイマン                                                                   |
|  | |
|  | Caiman crocodilus メガネカイマン                                                                      |
|  | |
|  | Caiman yacare パラグアイカイマン                                                                      |
|  | |

|  | Caiman crocodilus メガネカイマン |
|  |                                  |
|  | Caiman yacare パラグアイカイマン |
|  |                                  |

|  | Alligator sinensis ヨウスコウアリゲーター       |
|  |                                                 |
|  | Alligator mississippiensis アメリカアリゲーター |
|  |                                                 |

|  | Paleosuchus palpebrosus コビトカイマン  |
|  |                                         |
|  | Paleosuchus trigonatus ブラジルカイマン |
|  |                                         |

|  | \| \| Caiman crocodilus メガネカイマン \| \| \| \| \| \| Caiman yacare パラグアイカイマン \| \| \| \| |
|  | |
|  | Caiman latirostris クチビロカイマン                                                                   |
|  | |
|  | Caiman crocodilus メガネカイマン                                                                      |
|  | |
|  | Caiman yacare パラグアイカイマン                                                                      |
|  | |

|  | Caiman crocodilus メガネカイマン |
|  |                                  |
|  | Caiman yacare パラグアイカイマン |
|  |                                  |

|  | \| \| Caiman crocodilus メガネカイマン \| \| \| \| \| \| Caiman yacare パラグアイカイマン \| \| \| \| |
|  | |
|  | Caiman latirostris クチビロカイマン                                                                   |
|  | |
|  | Caiman crocodilus メガネカイマン                                                                      |
|  | |
|  | Caiman yacare パラグアイカイマン                                                                      |
|  | |

|  | Caiman crocodilus メガネカイマン |
|  |                                  |
|  | Caiman yacare パラグアイカイマン |
|  |                                  |

|  | Paleosuchus palpebrosus コビトカイマン  |
|  |                                         |
|  | Paleosuchus trigonatus ブラジルカイマン |
|  |                                         |

|  | \| \| Caiman crocodilus メガネカイマン \| \| \| \| \| \| Caiman yacare パラグアイカイマン \| \| \| \| |
|  | |
|  | Caiman latirostris クチビロカイマン                                                                   |
|  | |
|  | Caiman crocodilus メガネカイマン                                                                      |
|  | |
|  | Caiman yacare パラグアイカイマン                                                                      |
|  | |

|  | Caiman crocodilus メガネカイマン |
|  |                                  |
|  | Caiman yacare パラグアイカイマン |
|  |                                  |

|  | \| \| Caiman crocodilus メガネカイマン \| \| \| \| \| \| Caiman yacare パラグアイカイマン \| \| \| \| |
|  | |
|  | Caiman latirostris クチビロカイマン                                                                   |
|  | |
|  | Caiman crocodilus メガネカイマン                                                                      |
|  | |
|  | Caiman yacare パラグアイカイマン                                                                      |
|  | |

|  | Caiman crocodilus メガネカイマン |
|  |                                  |
|  | Caiman yacare パラグアイカイマン |
|  |                                  |

|  | Alligator sinensis ヨウスコウアリゲーター       |
|  |                                                 |
|  | Alligator mississippiensis アメリカアリゲーター |
|  |                                                 |

2亜種が知られているが、亜種を認めない意見もある。亜種名は中井(2023)に従う。
- チャコクチビロカイマン Caiman latirostris chacoensis Freiberg & Carvalho, 1965
- ブラジルクチビロカイマン (基亜種) Caiman latirostris latirostris (Daudin, 1802)

## 分布と生息地
ボリビア、ブラジル南東部、パラグアイのパンタナル、アルゼンチン北部、ウルグアイにかけて、南アメリカの東部および中央部に分布する。チャコクチビロカイマンはパラナ川、パラグアイ川流域に多く分布する。主に氾濫原、沼地、湿地、汽水のマングローブ林、川、湖、池に生息し、止水や比較的流れの遅い水域を好む。ため池、放棄されたストック・タンク、運河や側溝など、人工の水域も利用する。

## 形態

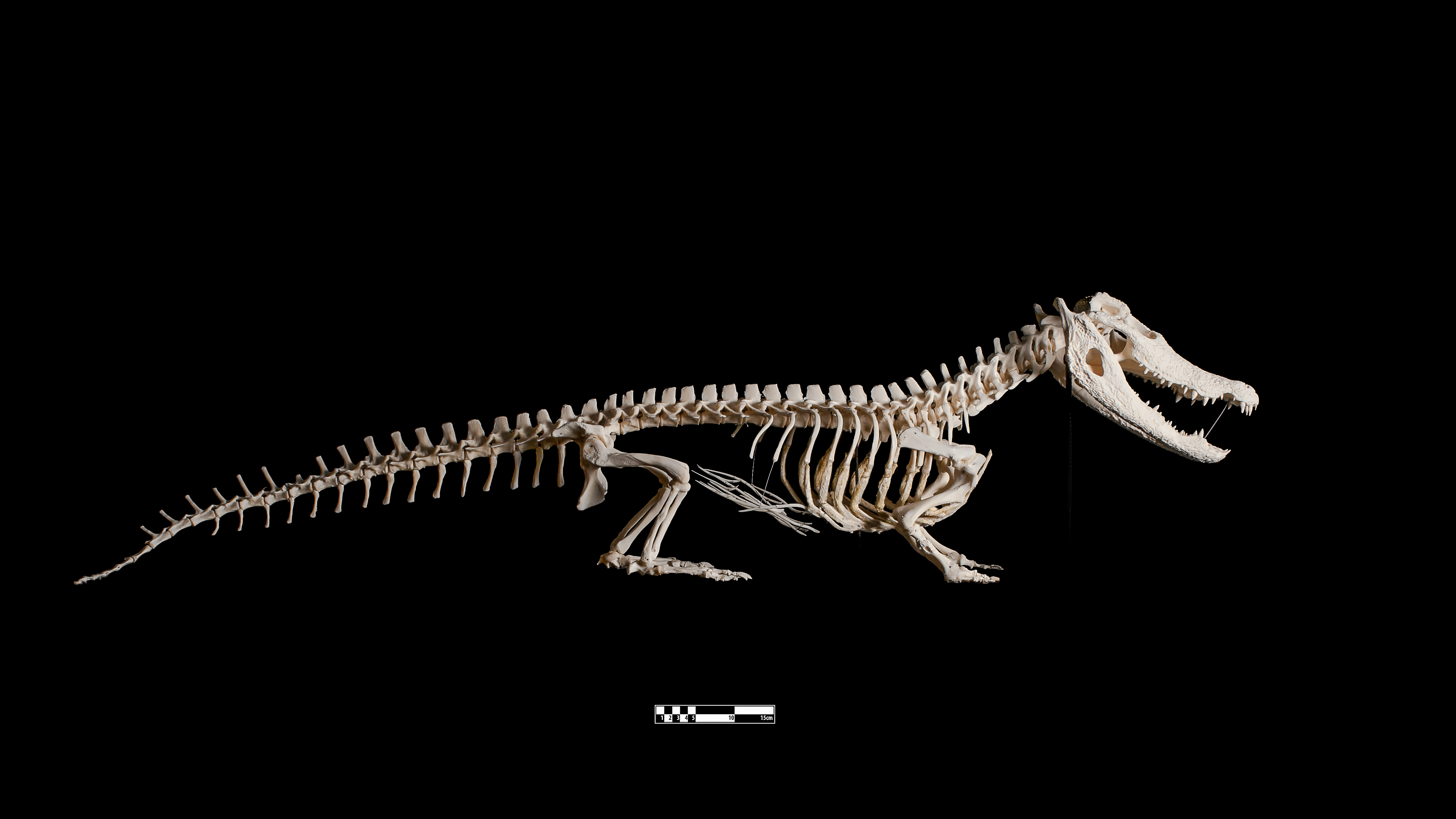
骨格

成体は全長2-2.5mに成長し、大型の雄は3.5mに達することもある。飼育下では体重23-65kgに達する。2.6mの大型雄の体重は約80kgであった。体色は明るいオリーブグリーンで、少数の個体は顔に斑点がある。高地など気温の低い場所の個体群は、熱を吸収しやすくするために暗色になる傾向がある。幼体は黄褐色から茶褐色で、黒褐色の帯が入る。名前の由来にもなった幅広い吻が特徴である。幅広い吻は湿地に密生した植物をかき分けるのに適応しており、餌を探しながら密生した植物の一部を飲み込む。

## 生態と行動

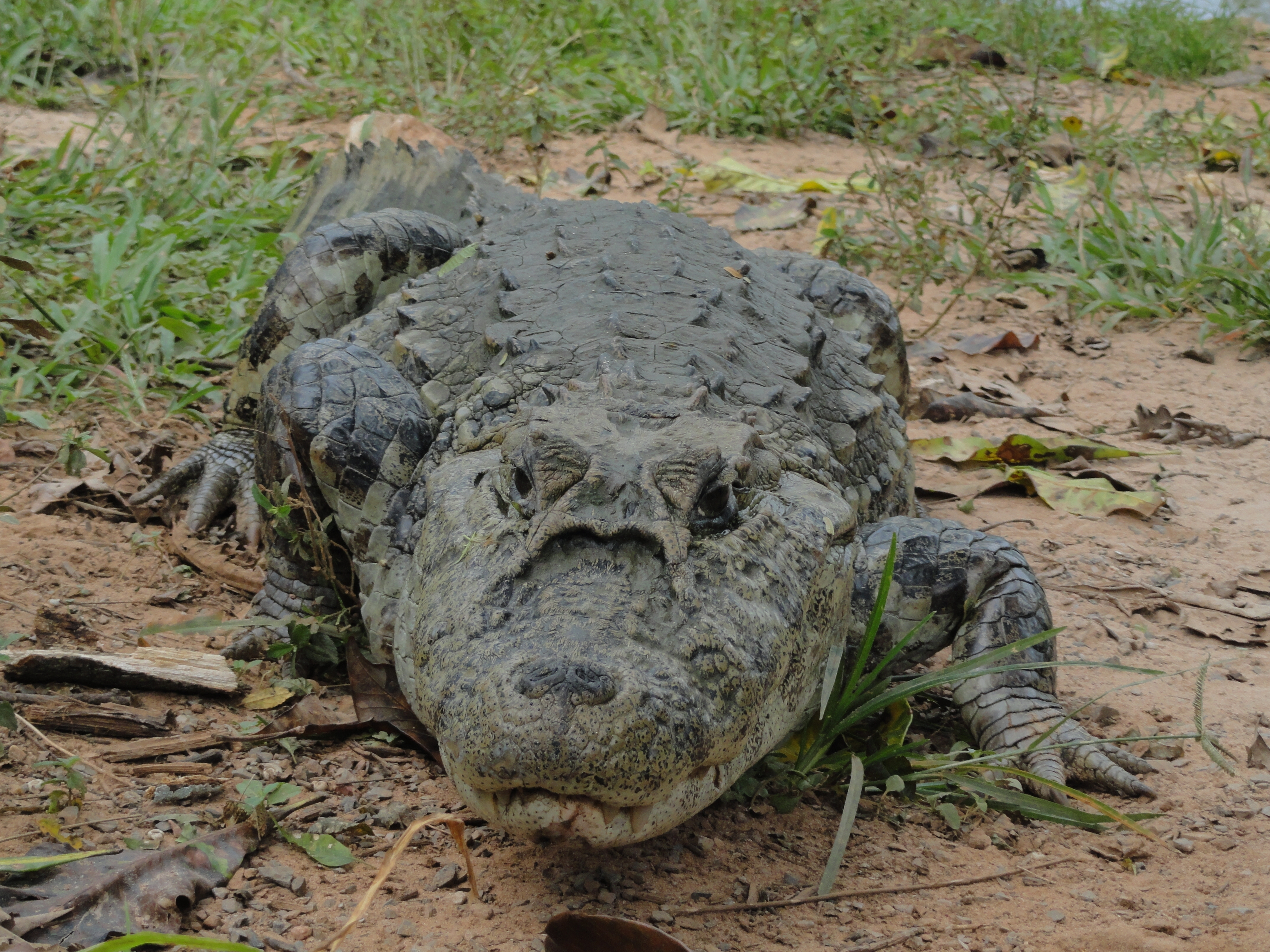
陸に上がった個体

変温動物であり、体温は外部環境に依存する。体温が上昇すると心拍数が増加し、体温が下がると心拍数が減少する。太陽の熱は皮膚から血液に吸収され、体温を高く保つ。心拍数が増加すると、吸収された熱がより速く体全体に伝わる。空気が冷たくなると、心拍数を高く保つ必要がなくなる。若い個体は天敵を避けるために隠れ場所を見つけるが、この行動は年齢を重ねるにつれて減少する。

### 食性
幼体は主に甲虫やクモなどの小型無脊椎動物を捕食する。若い個体は貝殻を顎で砕くことを学び、カメやリンゴガイ科などの貝類といった、より大きく殻を持つ獲物を食べるようになる。成長に伴って獲物のサイズは大きくなる傾向にある。若い成体は主に無脊椎動物を捕食するが、より高齢の個体は食事における小型哺乳類、鳥類、大型魚類、両生類、爬虫類の量が増える。
飼育下の個体がヒトデカズラの果実を食べる様子が記録されているが、テグーなど雑食性の爬虫類と一緒に飼育されていたためか、純粋な摂食行動によるものなのかは不明である。その後の研究で本種やその近縁種は雑食性であり、植物種子の散布に重要な役割を果たしていると結論づけられた。

### 繁殖と成長

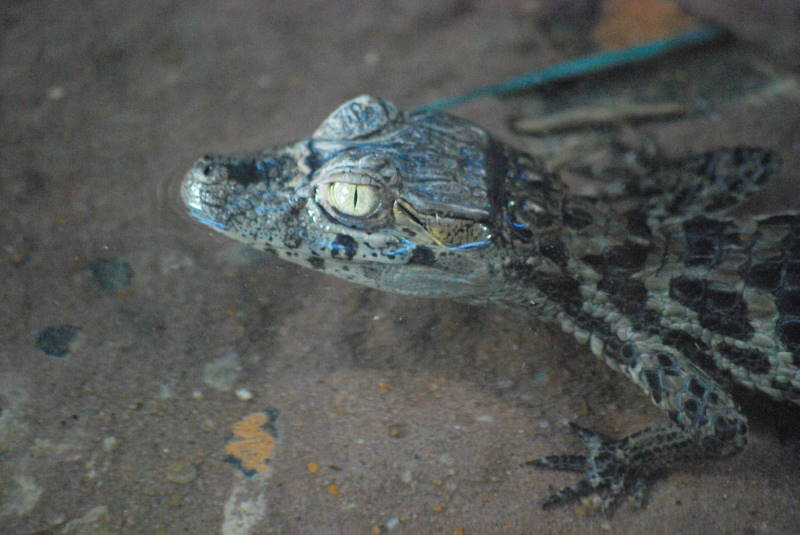
幼体

産卵数は18-50個で、1つの巣から最大129個の卵が見つかったこともあり、複数回の産卵によるものと推定される。巣は二層になっており、その間にはわずかな温度差がある。これにより雌雄の比率がより均等になる。性染色体を持たず、代わりに温度によって性別が決定する。32℃以上では雄に成長し、31℃以下では雌に成長する。母親のエストロゲン量や、ストレスの量が影響を与える可能性もある。同じ温度で育てられた巣でも性比が異なる場合があり、性決定に関わる温度以外の要因があることを示唆している。約70日で孵化し、母親は幼体の孵化を手伝い、しばらく保護を行うが、雌雄両方や、雄のみが保護を行った例もある。5-7年で性成熟し、寿命は30-40年と推定されている。

## 人との関わり
基本的に人を襲うことは無い。皮は肌触りがなめらかで、革製品として非常に価値があったため、1940年代には大規模な狩猟が始まった。これは本種にとって大きな脅威となったが、各国で狩猟が禁止されたことで、個体数は回復した。現在は生息地の破壊が脅威となっており、森林伐採と汚染物質の流出が主要な要因である。